# ありがとうのうた (TOSHIの曲)
「ありがとうのうた」は2009年9月11日にリリースされた、TOSHIのシングル。

## 概要
TOSHIは本作について「地位や名声やレッテルが通用しない老人施設のおじいちゃん、おばあちゃんたち、また、ホスピスや少年院や子供たちの施設など、さまざまな境遇に暮らす人たちに直接歌を聴いていただき、感動の涙と共に手を握りながら“ありがとう”の思いを頂いたとき、自分の中で何かが崩れるようだった」と、コメントしている。なお、ホームオブハート及びヒーリングワールド在籍のシングルは本作で最後となった。

## 批評
CDジャーナルは「ピアノの弾き語りバージョンや、（当時の）妻であるWANKUとのコラボ・ヴァージョンも収録。力強さの中にもほのぼのとしたテイストが滲み出る、彼ならではのナンバー」と評した。

## 収録曲
1. ありがとうのうた
2. ありがとうのうた （with WANKU）
3. ありがとうのうた （Piano弾き語り）
4. ありがとうのうた （Acoustic Guitar弾き語り）
5. ありがとうのうた （Original Karaoke）